# Мерсер (округ, Північна Дакота)
Шаблон:StateAbbr_ 47°18′ пн. ш. 101°49′ зх. д. / 47.3° пн. ш. 101.82° зх. д.
Округ Мерсер (англ. Mercer County) — округ (графство) у штаті Північна Дакота, США. Ідентифікатор округу 38057.

## Історія
Округ утворений 1875 року.

## Демографія
За даними перепису 
2000 року 
загальне населення округу становило 8644 осіб, зокрема міського населення було 2916, а сільського — 5728.
Серед мешканців округу чоловіків було 4347, а жінок — 4297. В окрузі було 3346 домогосподарств, 2445 родин, які мешкали в 4402 будинках.
Середній розмір родини становив 3,05.
Віковий розподіл населення поданий у таблиці:
| Стать    | До 15 років | 15-21 | 22-29 | 30-39 | 40-49 | 50-65 | 65-85 | Понад 85 |
| -------- | ----------- | ----- | ----- | ----- | ----- | ----- | ----- | -------- |
| Чоловіки | 995         | 435   | 179   | 546   | 932   | 722   | 484   | 54       |
| Жінки    | 937         | 406   | 200   | 599   | 806   | 654   | 568   | 127      |

## Суміжні округи
- Маклейн — північ
- Олівер — схід
- Мортон — південь
- Старк — південний захід
- Данн — захід

## Виноски
1. ↑  US Decennial Census. US Census Bureau. Архів оригіналу за 12 травня 2015. Процитовано 1 лютого 2015.
2. ↑  Historical Census Browser. University of Virginia Library. Архів оригіналу за 11 серпня 2012. Процитовано 1 лютого 2015.
3. ↑  Forstall, Richard L., ред. (20 квітня 1995). Population of Counties by Decennial Census: 1900 to 1990. US Census Bureau. Архів оригіналу за 5 березня 2015. Процитовано 1 лютого 2015.
4. ↑  Census 2000 PHC-T-4. Ranking Tables for Counties: 1990 and 2000 (PDF). US Census Bureau. 2 квітня 2001. Архів оригіналу (PDF) за 18 грудня 2014. Процитовано 1 лютого 2015.
5. ↑  State & County QuickFacts. US Census Bureau. Архів оригіналу за 7 червня 2011. Процитовано 1 листопада 2013.(англ.) Наведено за англійською вікіпедією.
6. ↑  American FactFinder. Бюро перепису населення США. Архів оригіналу за 26 лютого 2012. Процитовано 31 січня 2008.

| США | Це незавершена стаття з географії США. Ви можете допомогти проєкту, виправивши або дописавши її. |